# Туйськ
Туйськ (пол. Tujsk, нім. Tiegenort) — село в Польщі, у гміні Стеґна Новодворського повіту Поморського воєводства.
Населення — 668 осіб (2011).
У 1975-1998 роках село належало до Ельблонзького воєводства.

## Демографія
Демографічна структура станом на 31 березня 2011 року:
|          | Загалом | Допрацездатний вік | Працездатний вік | Постпрацездатний вік |
| -------- | ------- | ------------------ | ---------------- | -------------------- |
| Чоловіки | 348     | 68                 | 256              | 24                   |
| Жінки    | 320     | 70                 | 190              | 60                   |
| Разом    | 668     | 138                | 446              | 84                   |